# Mitteldeutsche Fußballmeisterschaft 1902/03

VfB Leipzig 1893 – Mitteldeutscher Fußballmeister 1903

Die Mitteldeutsche Fußballmeisterschaft 1902/03 war die zweite ausgespielte Meisterschaft des 1900 gegründeten Verbandes Mitteldeutscher Ballspiel-Vereine. Deutlich mit 4:0 gewann der VfB Leipzig im Finale gegen den Dresdner SC. Mit dieser Meisterschaft qualifizierte sich Leipzig für die erste Deutsche Fußballmeisterschaft 1902/03. Nachdem Leipzig im Viertelfinale den BTuFC Britannia 1892 mit 3:1 bezwang und auch im Halbfinale gegen den Altonaer FC von 1893 mit 6:3 siegreich war, traf man im Finale auf den DFC Prag. Im Endspiel wurde überaus eindrucksvoll mit 7:2 gewonnen und der VfB Leipzig wurde damit etwas unerwartet, aber letztlich doch hochverdient, erster Deutscher Fußballmeister.

## Modus
Die teilnehmenden Vereine im Verband Mitteldeutscher Ballspiel-Vereine waren in der Saison 1902/03 in drei Gaue eingeteilt. Die Sieger der Gaue I und II spielten die Mitteldeutsche Fußballmeisterschaft aus. Zu dem bereits in der letzten Saison existierenden Gau Nordwestsachsen gesellte sich in dieser Saison der Gau Ostsachsen hinzu, gebildet aus dem letztjährigen Gewinner des Verbandes Dresdner Ballspiel-Vereine und zwei Mittweidaer Vereinen. Der Gau III hingegen fungierte dabei als unterklassige Liga-Ebene. Die Magdeburger Vereine waren weiterhin eigenständig im Verband Magdeburger Ballspiel-Vereine organisiert und spielten noch einen eigenen Fußballmeister aus.
| Gau             | Gaumeister  |
| --------------- | ----------- |
| Nordwestsachsen | VfB Leipzig |
| Ostsachsen      | Dresdner SC |

## Gau I – Nordwestsachsen
| Pl. | Verein                    | Sp. | S | U | N | Tore    | Quote | Punkte |
| --- | ------------------------- | --- | - | - | - | ------- | ----- | ------ |
| 1.  | VfB Leipzig               | 8   | 8 | 0 | 0 | 035:700 | 5,00  | 16:0   |
| 2.  | FC Wacker Leipzig (MM, M) | 8   | 6 | 0 | 2 | 013:800 | 1,63  | 12:40  |
| 3.  | Leipziger BC 1893         | 8   | 3 | 1 | 4 | 019:150 | 1,27  | 07:90  |
| 4.  | Hallescher FC 1896        | 8   | 2 | 1 | 5 | 019:250 | 0,76  | 05:11  |
| 5.  | SV Lipsia Leipzig         | 8   | 0 | 0 | 8 | 004:350 | 0,11  | 0:16   |

| (MM) | Titelverteidiger Mitteldeutschland |
| (M)  | Titelverteidiger Nordwestsachsen   |

## Gau II – Ostsachsen
| Pl. | Verein               | Sp. | S | U | N | Tore    | Quote | Punkte |
| --- | -------------------- | --- | - | - | - | ------- | ----- | ------ |
| 1.  | Dresdner SC          | 4   | 2 | 1 | 1 | 010:700 | 1,43  | 05:30  |
| 2.  | Mittweidaer BC       | 4   | 2 | 1 | 1 | 004:400 | 1,00  | 05:30  |
| 3.  | Germania Mittweida a | 4   | 0 | 2 | 2 | 003:600 | 0,50  | 02:60  |

Entscheidungsspiel Platz 1
| Datum          |             | Ergebnis |                | Ort     |
| -------------- | ----------- | -------- | -------------- | ------- |
| 26. April 1903 | Dresdner SC | 6:0      | Mittweidaer BC | Dresden |

## Gau III
Der Gau III hatte den Status einer unterklassigen Ebene. Folgende Mannschaften gehörten ihm in dieser Spielzeit an: BSC Hohenzollern 99 Merseburg, Weißenfelser SC 1903, FC Preußen Weißenfels, SC Naumburg und der Zeitzer BC von 1903.

## Meisterschafts-Endspiel
Qualifiziert für das diesjährige Finale waren die Sieger der Gaue I und II.
| Datum       |             | Ergebnis |             | Ort     |
| ----------- | ----------- | -------- | ----------- | ------- |
| 3. Mai 1903 | Dresdner SC | 0:4      | VfB Leipzig | Dresden |